# Habropoda deiopea
Habropoda deiopea är en biart som först beskrevs av Cameron 1897.  Habropoda deiopea ingår i släktet Habropoda och familjen långtungebin. Inga underarter finns listade i Catalogue of Life.